# تحالف الصحفيات السينمائيات

تحالف الصحفيات السينمائيات

تحالف الصحفيات السينمائيات (بالإنجليزية: Alliance of Women Film Journalists)‏ (AWFJ) منظمة غير ربحية تأسست في عام 2006. يقع مقرها في مدينة نيويورك، وهي مكرسة لدعم العمل الذي تقوم به النساء في صناعة السينما. يتألف AWFJ من 84 ناقدًة سينمائيًة وصحفيًة وكاتبة مقالات يعملن في وسائل الإعلام المطبوعة والمسموعة والإلكترونية. يصف معهد الفيلم البريطاني AWFJ بأنها «منظمة تجمع المقالات من قبل أعضائها (المقيمين في الولايات المتحدة بشكل أساسي)، وتقدم جوائز سنوية، وتدعم الأفلام التي تقدمها النساء وتتحدث عنهن».

## وصلات خارجية
https://awfj.org/about-2/ تحالف الصحفيات السينمائيات
https://awfj.org/eda-awards-2/2008-eda-award-winners/ تحالف الصحفيات السينمائيات
https://www.imdb.com/event/ev0001984/overview/ تحالف الصحفيات السينمائيات
https://awfj.org/blog/2007/12/11/nominations-for-2007-eda-awards/ تحالف الصحفيات السينمائيات
https://www2.bfi.org.uk/news-opinion/sight-sound-magazine/comment/women-film-online تحالف الصحفيات السينمائيات